# رودخانه‌های شنی
رودخانه‌های شنی (به انگلیسی: Rivers of Sand) فیلمی مستند از رابرت گاردنر است که زندگی مردم هامار را در جنوب‌غربی اتیوپی به تصویر می‌کشد.